# آنیبال ماتلان
آنیبال ماتلان (انگلیسی: Aníbal Matellán؛ زادهٔ ۸ مهٔ ۱۹۷۷) بازیکن فوتبال اهل آرژانتین است.
از باشگاه‌هایی که در آن بازی کرده‌است می‌توان به باشگاه فوتبال آرسنال ساراندی، باشگاه فوتبال شالکه ۰۴، باشگاه فوتبال بوکا جونیورز، باشگاه فوتبال ختافه، باشگاه خیمناستیک تاراگونا، و باشگاه فوتبال آرژانتینوس جونیورز اشاره کرد.